# Папа-Уэстрей (аэропорт)
Папа-Уэстрей (англ. Papa Westray Airport, гэльск. Port-adhair Papa Westree) — аэропорт на острове Папа-Уэстрей (Оркнейские острова, Шотландия). Аэропорт прежде всего известен благодаря тому, что он является одним из двух аэропортов, между которыми существует кратчайший в мире регулярный маршрут (второй — Уэстрей). Расстояние между этими двумя аэропортами — всего 2,8 км, перелёт занимает две минуты (с учётом руления).
Аэродром Папа-Уэстрей имеет обычную лицензию (номер P542), которая разрешает пассажирские перевозки и обучение полётам по патенту Совета Оркнейских островов. Аэродром не сертифицирован для использования в ночное время. Аэропорту присвоен код ИКАО EGEP.

## Авиакомпании и назначения
- Loganair: ежедневно в Керкуолл, еженедельно Норт-Роналдсей и Уэстрей[2][3]. Перелёт в Уэстрей на самолёте Britten-Norman Islander занимает около двух минут[4][5].